# Houthem (Nederland)
Houthem is een kerkdorp in het zuiden van de Nederlandse provincie Limburg, in de gemeente Valkenburg aan de Geul en bevindt zich op circa 6 kilometer ten noordoosten van Maastricht. Het dorp, dat gevormd wordt door de kernen Houthem, Sint Gerlach, Vroenhof en Strabeek, telt ongeveer 1600 inwoners en ligt aan de weg van Valkenburg naar Meerssen.
Nabijgelegen kernen zijn: Berg, Valkenburg en Meerssen.

## Geschiedenis
Op het plateau aan de noordzijde van het Geuldal en Houthem zijn de overblijfselen gevonden van de Romeinse villa Houthem-Rondenbos.
Houthem werd voor het eerst schriftelijk vermeld in een oorkonde uit 1096, maar bestond vermoedelijk al eerder. In de twaalfde eeuw leefde hier de kluizenaar Gerlachus, die rond 1164 overleed. Al gauw ontstond er een verering rond zijn graf, waarna nog diezelfde eeuw een klooster van de Norbertijnen in Houthem werd gesticht. Dit klooster werd aanvankelijk door zowel mannen als vrouwen bewoond, maar ontwikkelde zich uiteindelijk tot een adellijk vrouwenstift. In de achttiende eeuw werden het klooster en de kerk ingrijpend verbouwd. De kerk is een voorbeeld van laat-barok met zowel beschilderde gewelven als wanden. De maker van deze fresco's, die het leven van Gerlachus uitbeelden, was de Zuid-Duitse schilder Johann Adam Schöpf. De Norbertinessen bleven het klooster bewonen tot aan het Verdrag van Fontainebleau. Daarna stond het geruime tijd leeg, totdat het door de Fransen aan de meest biedende werd verkocht. Het klooster veranderde in een adellijk woonhuis. De kerk werd verkocht aan de gemeente Houthem en werd uiteindelijk parochiekerk. Het landgoed rondom het klooster is thans een luxe hotel en restaurant met Kneipp-kuurbaden.
De oorspronkelijke parochiekerk, de Sint-Martinuskerk, was gewijd aan Sint-Martinus en lag in het oudste deel van Houthem, de kern Vroenhof. Hier werden restanten van een Romeinse weg aangetroffen. De Sint-Martinuskerk werd in de jaren twintig afgebroken. Op de fundamenten werd in 1929 een nieuwe kerk gebouwd die als kapel van een bejaardentehuis dienst ging doen.
Houthem was een zelfstandige gemeente tot het op 1 oktober 1940 bij een gemeentelijke herindeling opging in de gemeente Valkenburg. In juli 1941 werd die gemeente hernoemd tot de gemeente Valkenburg-Houthem, die bij gemeentelijke herindelingen in 1982 opging in de gemeente Valkenburg aan de Geul.

## Bezienswaardigheden
- Het landgoed Sint Gerlach en de Sint-Gerlachuskerk gelden als bekendste bezienswaardigheden van het dorp. Bij de kerk behoort ook de schatkamer en een kapel met mozaïekwerk van de kunstenares Irene van Vlijmen van 1977. Bij het landgoed worden geregeld beeldententoonstellingen georganiseerd. Op het landgoed ligt ook het Gerlachusputje. Het landgoed grenst aan natuurgebied Ingendael.
- De Sint-Martinuskerk, de voormalige parochiekerk van Houthem
- De kern Sint Gerlach is beschermd dorpsgezicht, vanwege de aanwezigheid van diverse boerderijen van het gesloten type.
- Wegkapellen:
  - De Calvariekapel of Boskapel, nabij Meerssenderweg 30. Mergelstenen niskapel van begin 19e eeuw, hersteld in 1939, stond bij een kluizenaarshut die in 1825 werd gesloopt.
  - De Sint-Martinuskapel aan kruising Putweg/'s-Heerenbeemden, van 1932, devotiekapel met glas-in-loodramen van Harie Jonas en keramisch Sint-Martinusbeeld door Charles Vos.
  - De Mariakapel nabij Sint Gerlach 34, is een neogotische bakstenen devotiekapel met mergelstenen hoekbanden en gevelomlijstingen, van 1902. In het driezijdig gesloten koor staat een gepolychromeerd Mariabeeld.
  - De Sint-Gerlachuskapel, nabij Sint Gerlachstraat 18, is een mergelstenen neoclassicistische open kapel van 1870, die een Sint-Gerlachusbeeld bevat op een rijkversierd altaar.
  - In de kern Strabeek, aan Strabeek 31, bevindt zich een oud wegkapelletje van 1894, gewijd aan de Heilige Familie: de Heilige-Familiekapel.
- Het enige overgebleven houten stationsgebouw van Nederland, uit 1903.
- Monumentale boerderijen:
  - Hoeve Sint Gerlach 11, gesloten mergelstenen hoeve met poort van 1723 en gezwenkte topgevel van 1730.
  - Hoeve Sint Gerlach 12, L-vormige hoeve van 1765.
  - Hoeve Sint Gerlach 17 van 1668, met in- en uitgezwenkte gevel en poort van 1720.
  - Hoeve Sint Gerlach 20 van 1683,
  - Hoeve Sint Gerlach 22, van 1660, gesloten mergelstenen hoeve, met classicistische elementen.
  - Hoeve Sint Gerlach 32, gesloten bakstenen hoeve uit begin 19e eeuw.
  - Hoeve Vroenhof 31-33, U-vormige hoeve met twee gezwenkte gevels, de linkergevel is van 1730.
  - Sint-Maartenshoeve, aan Vroenhof 60, met topgevel van 1699, waarin een zonnewijzer; poort vvab 1721.
  - Wijnantshof op Gurtsenich, aan Vroenhof 61, van 1685, maar eind 19e eeuw verbouwd in neorenaissancestijl.
  - Hoeve Vroenhof 100, L-vormige hoeve van 1772.
- Ronald McDonald Kindervallei

## Foto's

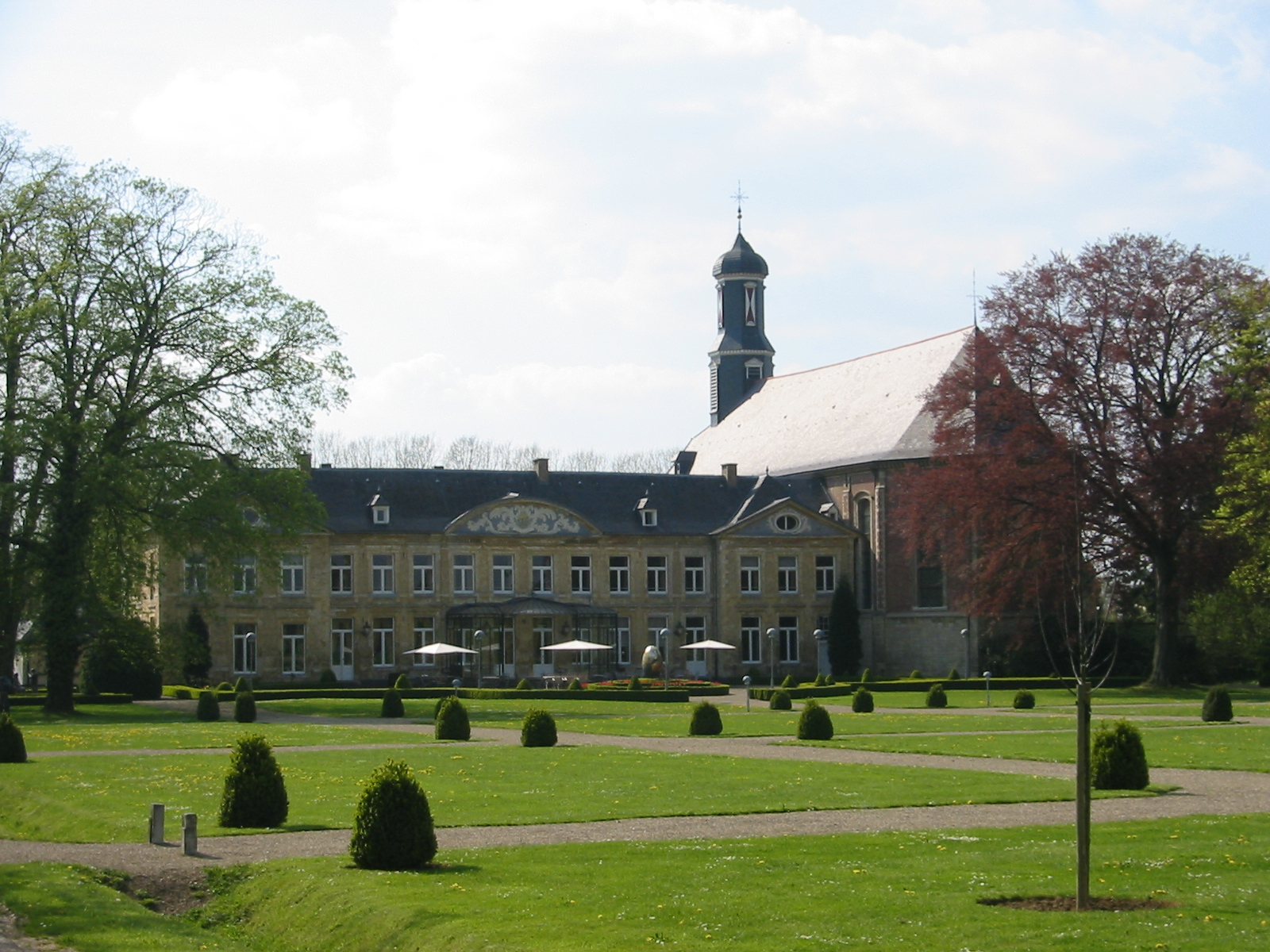
Kerk en voormalig klooster
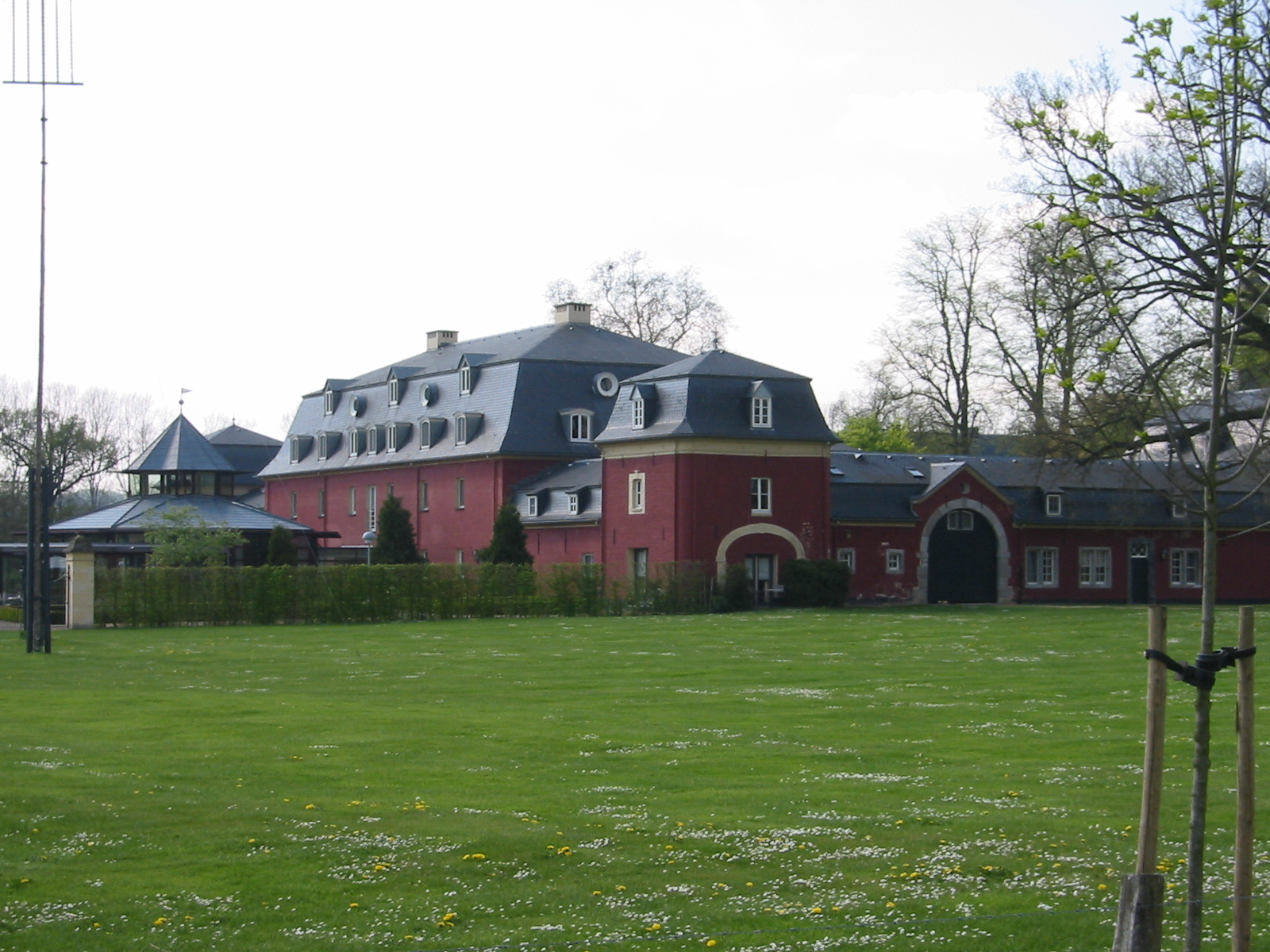
Voormalige pachthoeve van kasteel Sint Gerlach
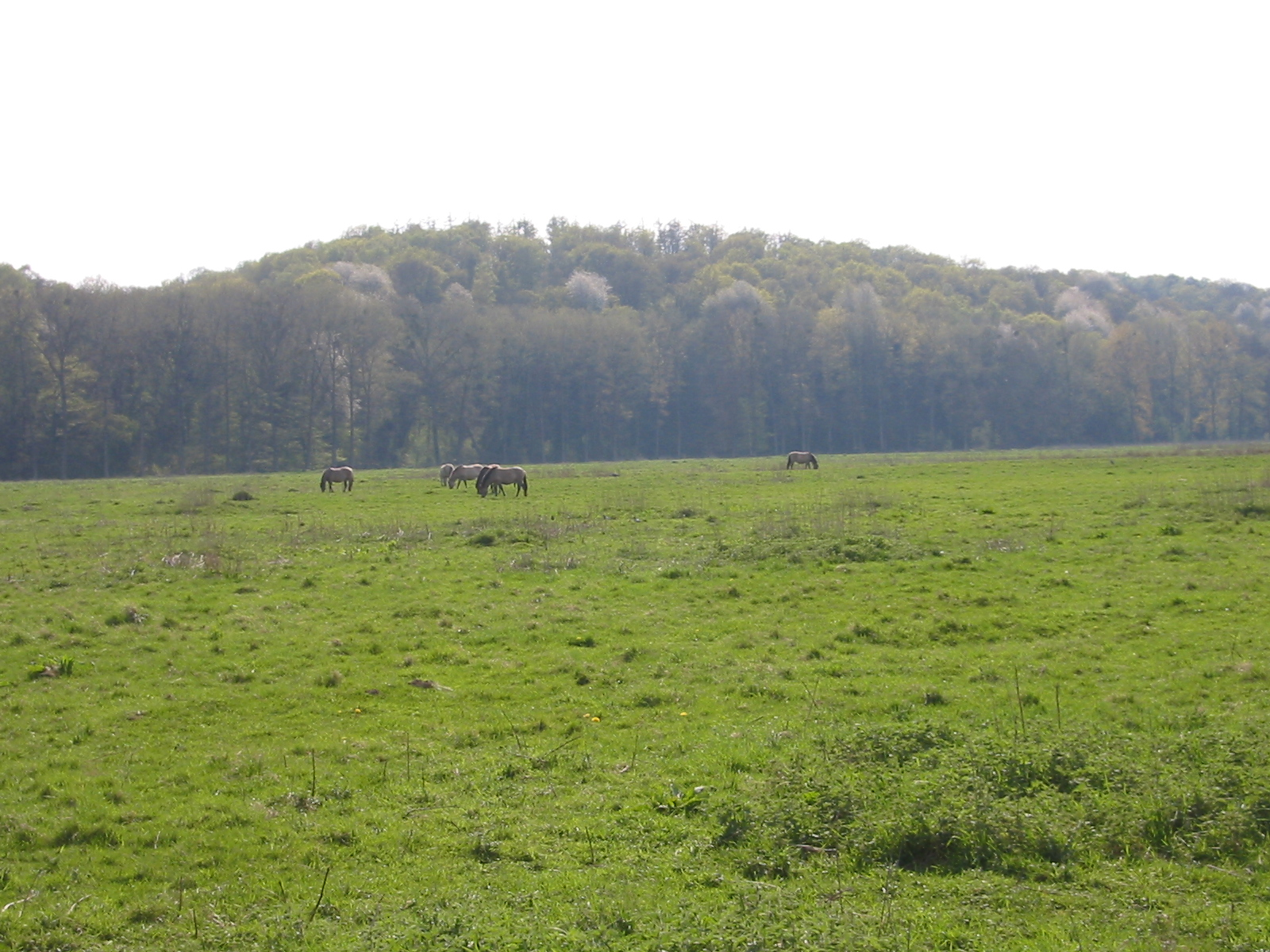
Natuurgebied Ingendael
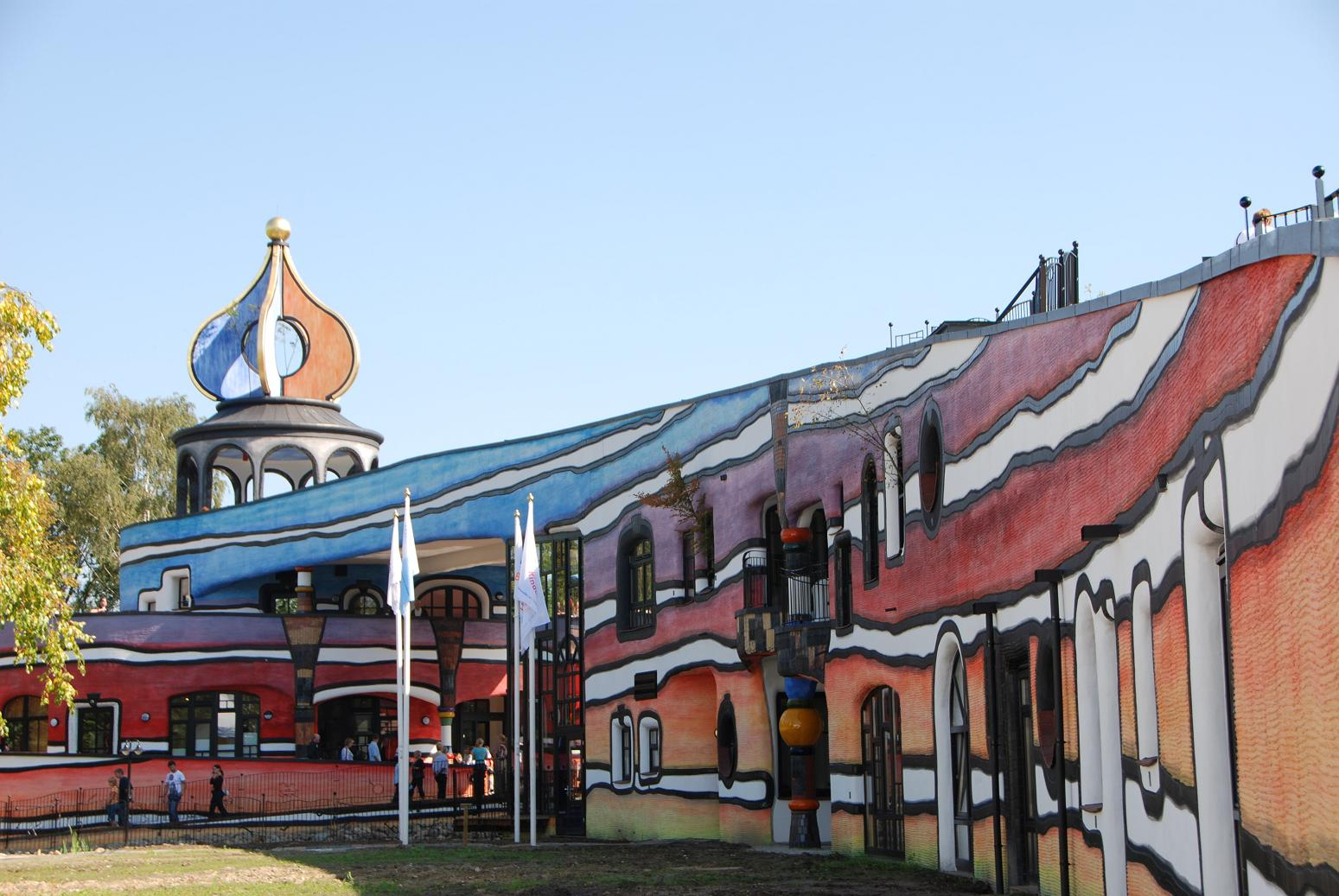
Regenboogspiraal Ronald McDonald Kindervallei
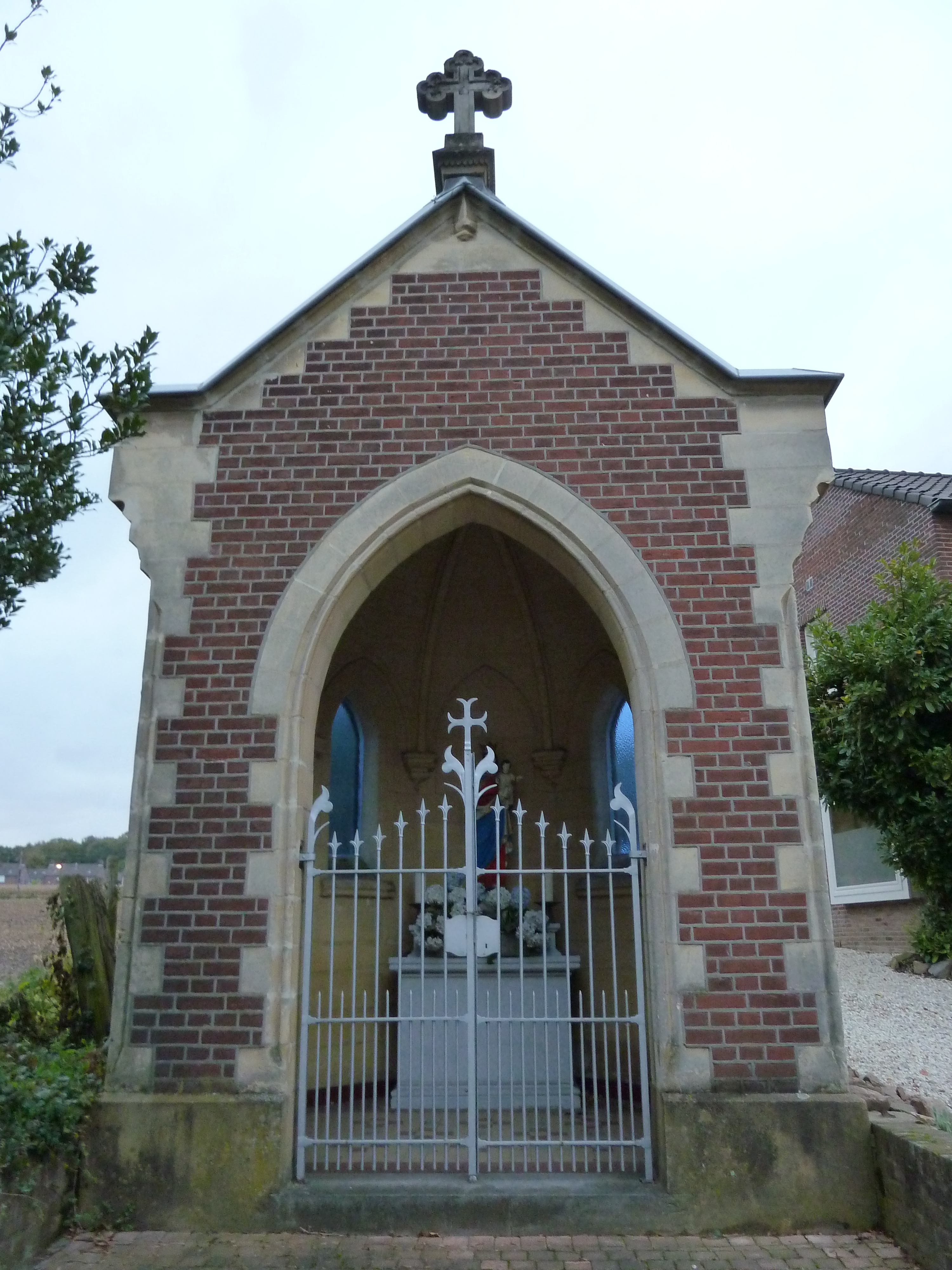
Mariakapel
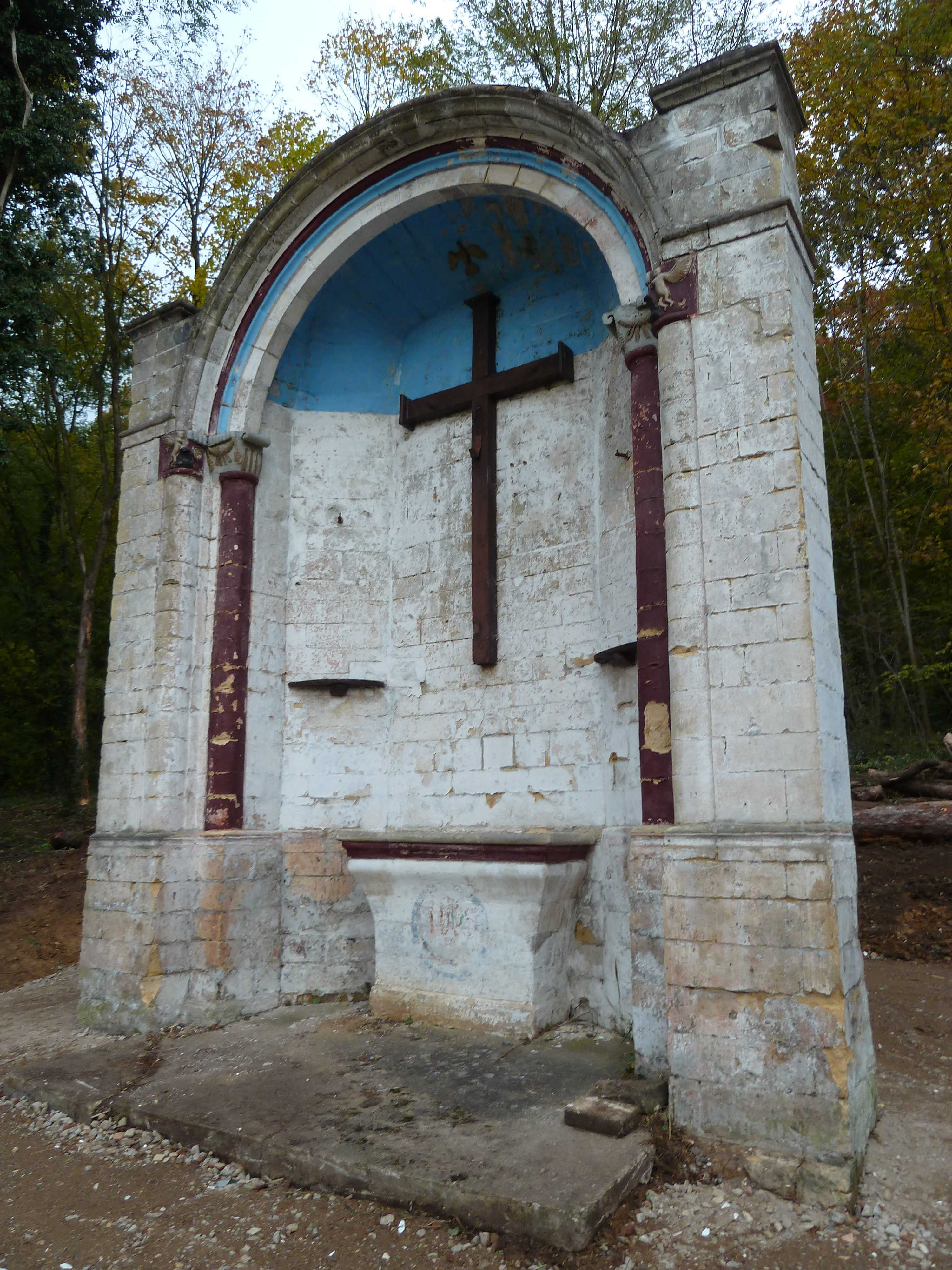
Calvariekapel Kloosterbos
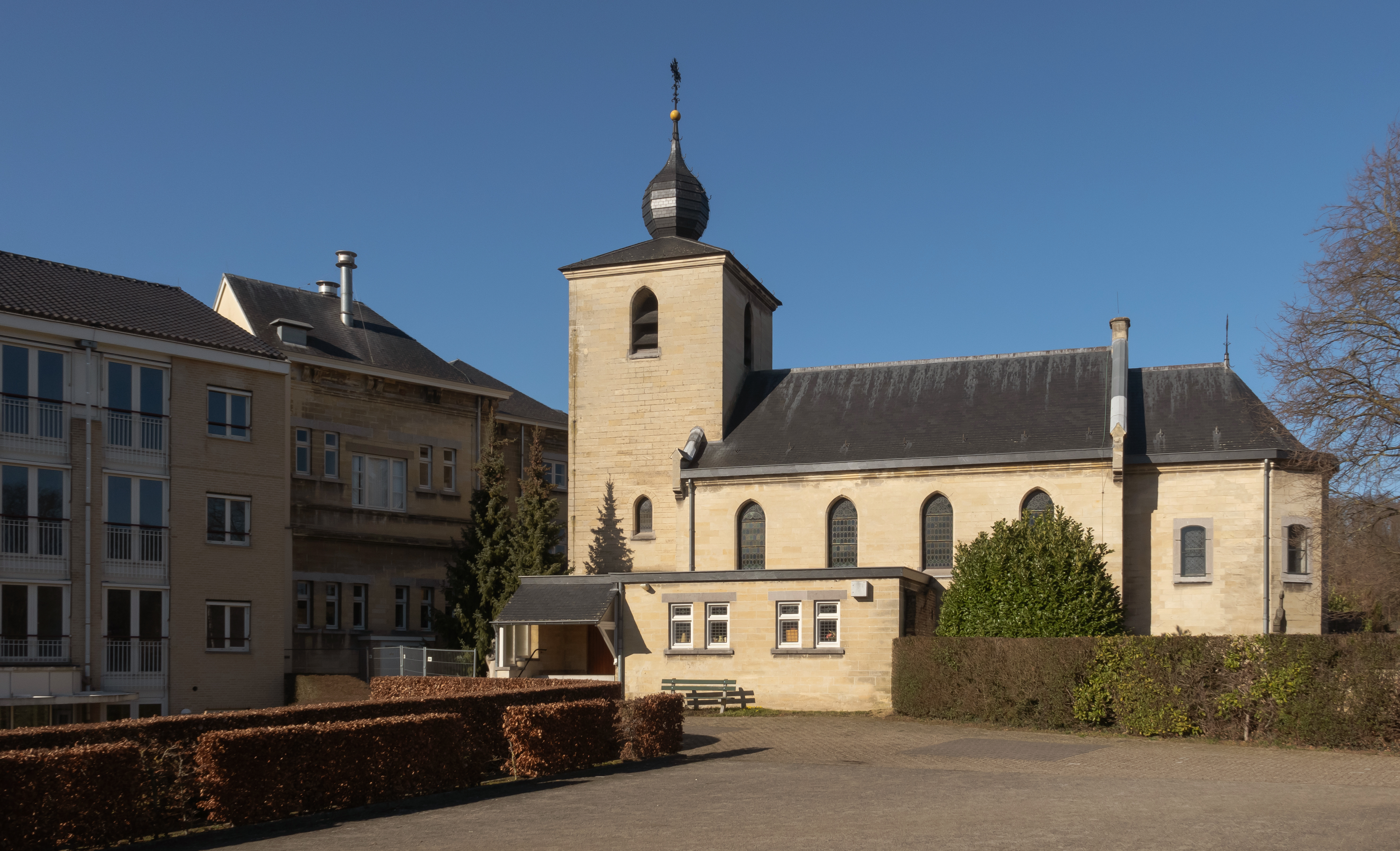
Sint-Martinuskerk

## Natuur en landschap
Houthem ligt in de vallei van de Geul, aan de rechteroever, op een hoogte van ongeveer 60 meter.
In de omgeving van Houthem liggen diverse hellingbossen (waaronder op de noordhelling van het Geuldal het Kloosterbosch) en in het Geuldal het natuurontwikkelingsgebied Ingendael.

## Zorginstellingen
In 1960 werd in Maastricht de mytylschool "Sint-Raphaël" gestart (voor onderwijs aan en revalidatie van gehandicapte kinderen) en omstreeks 1962 werd vanuit dezelfde organisatie ook een mytylschool in Houthem gesticht onder de naam Franciscusoord. In 1989 fuseerde deze met de Lucasstichting voor Revalidatie en in 2009 werd de naam veranderd in Adelante Kinderrevalidatie.
In 2007 werd ook de Ronald McDonald Kindervallei geopend, een vakantieverblijf voor gehandicapte kinderen, naar een ontwerp van de Oostenrijkse kunstenaar Friedensreich Hundertwasser in samenwerking met architect Heinz Springmann.

## Bereikbaarheid
De trein stopt op station Houthem-Sint Gerlach. Ook is Houthem bereikbaar via de A79.

## Geboren in Houthem
- Jos Frissen (1892-1982), kunstschilder
- Gerlach Cerfontaine (1946), topmanager
- Camille Oostwegel (1950), horeca-ondernemer
- Pauline van de Ven (1956), schrijfster, kunstschilderes
- Rob Delahaije (1959), voetballer en voetbalcoach